# Taiyuna idahoana
Taiyuna idahoana är en mångfotingart som beskrevs av Chamberlin 1941. Taiyuna idahoana ingår i släktet Taiyuna och familjen storjordkrypare. Inga underarter finns listade i Catalogue of Life.